# Syzygium diospyrifolium
Syzygium diospyrifolium là một loài thực vật có hoa trong Họ Đào kim nương. Loài này được (Wall. ex Duthie) S.N.Mitra miêu tả khoa học đầu tiên năm 1973.